# Pression moyenne effective

Pression effective moyenne d'un cycle de Seiliger

La pression moyenne effective (souvent abrégée PME) est un indicateur de la performance d'un moteur à combustion. La PME est le rapport entre le travail fourni par le moteur durant un cycle et la cylindrée du moteur.
Pour un motoriste, la PME permet de calculer la charge moteur.
En unité SI, la PME est exprimée en joules par mètre cube, (unité qui est homogène au pascal, unité de pression).
En unité métier, la PME est exprimée en bars (unité de pression).
Cette pression virtuelle est la pression qu'il faudrait maintenir constante dans une chambre du moteur pour obtenir le travail d'un cycle du moteur réel, en une course du cylindre imaginaire. Pour un moteur donné, la PME est proportionnelle au couple du moteur et dépend donc du point de fonctionnement (défini par le régime et la charge du moteur), ce qui s'exprime par la relation :
{\displaystyle \mathrm {PME} ={\frac {C\cdot \theta }{V_{cyl}}}}
dans laquelle
- La PME est exprimée en pascals (Pa)
- Vcyl est la cylindrée du moteur, exprimée en mètre cube
- C est le couple moyen effectif produit par le moteur sur un cycle, exprimé en newton mètre
- θ est l'angle de rotation du moteur pendant un cycle, exprimé en radians, soit 2 π pour un moteur à deux temps ou 4 π pour un moteur à quatre temps

ce qui donne :
{\displaystyle \mathrm {PME} ={\frac {C\cdot \theta \cdot 10}{V_{cyl}}}}
dans laquelle
- La PME est exprimée en bars,
- Vcyl est la cylindrée du moteur, exprimée en cm3,
- C est le couple moyen effectif produit par le moteur sur un cycle, exprimé en newton mètre
- θ est l'angle de rotation du moteur pendant un cycle, exprimé en radians, soit 2 π pour un moteur à deux temps ou 4 π pour un moteur à quatre temps.

L'intérêt principal de la PME est qu'elle permet de comparer le travail fourni par des moteurs de cylindrées différentes.